# كأس العالم للرياضات الإلكترونية
كأس العالم للرياضات الإلكترونية (واختصارًا بالإنجليزية: EWC) هي البطولة الأكبر في العالم في مجال الرياضات الإلكترونية، تُقام سنويًا كل صيف بجوائز مالية إجماليها مئات ملايين الريالات، في بوليفارد سيتي بمدينة الرياض عاصمة المملكة العربية السعودية. تُنَظَّم من قِبَل مؤسسة كأس العالم للرياضات الإلكترونية، تبلغ القيمة الإجمالية لجوائزها مئات ملايين الريالات، ويحصل الفائزون فيها على مزايا إضافية خارج إطار المنافسات، من أبرزها الانضمام إلى نادي الأبطال.
أعلن عن البطولة لأول مرة ولي العهد الأمير محمد بن سلمان آل سعود بتاريخ 8 ربيع الآخر 1445هـ الموافق 23 أكتوبر 2023م خلال مؤتمر الرياضة العالمية الجديدة. انطلقت النسخة الأولى في صيف 2024م، وتعد البطولة امتدادًا لاستضافات السعودية للبطولات العالمية للرياضات الإلكترونية التي سبقتها مثل «بطولة لاعبون بلا حدود» و «موسم الجيمرز». 
تستمر فعاليات البطولة على مدى 7 أسابيع، وتتضمن أنشطة متنوعة لجذب أكبر شريحة من المهتمين من أنحاء العالم، وعلى إثر ذلك جرى تعاون بين مع وزارة الخارجية ووزارة السياحة لإتاحة التأشيرة الإلكترونية لحاملي تذاكر كأس العالم للرياضات الإلكترونية من أجل تسهيل إجراءات زيارة المملكة لحضور البطولة. 
تعد البطولة أحد أهم الركائز لتحقيق أهداف استراتيجية قطاع الألعاب والرياضات الإلكترونية، والمساهمة في تنويع الاقتصاد، وتعزيز قطاع السياحة، وتوفير 39 ألف فرصة عمل، إضافةً إلى دعم مستهدفات رؤية السعودية 2030، بما في ذلك زيادة الناتج المحلي بنحو 50 مليار ريال بحلول عام 2030م، وتحويل الرياض إلى عاصمة عالمية للألعاب الإلكترونية.

## خلفية
جاء أول إعلان عن بطولة كأس العالم للرياضات الإلكترونية بتاريخ 8 ربيع الآخر 1445هـ الموافق 23 أكتوبر 2023م من ولي عهد المملكة العربية السعودية الأمير محمد بن سلمان بن عبد العزيز آل سعود خلال مؤتمر الرياضة العالمية الجديدة الذي تستضيفه المملكة وبحضور من قيادات وكبار الشخصيات في القطاع الرياضي وقطاع الألعاب والرياضات الإلكترونية حول العالم، وأُعلن خلال المؤتمر عن إنشاء مؤسسة كأس العالم للرياضات الإلكترونية لتكون منظمة غير ربحية تتولى إدارة وتنظيم البطولة بالتعاقد مع العديد من الشركاء المحليين والعالميين والجهات المعنية بمنظومة الألعاب والرياضات الإلكترونية مثل ريوت غيمز وأكتيفجن وكابكوم في شتى المجالات لتيسير إقامة المنافسات ورعاية المهرجان المصاحب وتيسير وصول ودخول الزوار وتقديم الخدمات لهم ومغادرتهم، وتعتبر البطولة من مستقطبات السيّاح ومنشطات القطاع السياحي في الرياض خلال فصل الصيف؛ وتسهم في تعزيز معدلات إشغال دور الضيافة التي تشهد عادةً انخفاضًا يصل إلى 16% في فترة الصيف، إضافة إلى تعويض انخفاض الإنفاق السياحي الذي يصل لنسبة 18% في الفترة نفسها، وتعويض التراجع الملموس في فترة الصيف في معدل الإنفاق في المطاعم والمقاهي الذي ينخفض إلى 13%، ومعدل الإنفاق الاستهلاكي الذي ينخفض إلى 9%، وخُطّط أن تكون البطولة الأكبر في العالم في تاريخ الرياضات الإلكترونية، وأن تُقام كل عام في الرياض، وأقيمت النسخة الأولى للبطولة بتاريخ 3 يوليو 2024م حتى 25 أغسطس 2024م، ما مقداره 8 أسابيع، وكل هذا يأتي لتحقيق مساعي رؤية السعودية 2030، وأن تكون المركز العالمي الأول للألعاب كما قال ولي العهد في إعلانه «إن بطولة كأس العالم للرياضات الإلكترونية هي الخطوة الطبيعية التالية في رحلة المملكة لتصبح المركز العالمي الأول للألعاب والرياضات الإلكترونية، حيث ستقدم تجربة لا مثيل لها، تفوق ما هو متعارف عليه في القطاع».
تقام البطولة في بوليفارد سيتي بجوائز يصل مجملها إلى أكثر من 70 مليون دولار أمريكي موزعة على 25 بطولة تشمل 24 لعبة إلكترونية، ويشارك فيها أكثر من 2000 لاعب محترف يمثلون أكثر من 200 فريق رياضات إلكترونية من أكثر من 100 دولة حول العالم، وتتوفر الخدمات للزوار كمواقف السيارات التي تصل لألفيّ موقف للسيارات وخدمة صف السيارات والخدمات الطبية والإسعاف الأولي ومطاعم الوجبات السريعة والحلويات والمشروبات، وتنقسم منطقة كأس العالم للرياضات الإلكترونية إلى منطقتين رئيسيتين وهي:
1. مسارح الرياضات الإلكترونية (مخصصة لبطولة الأندية)
2. منطقة المهرجان

## بطولة الأندية
بطولة الأندية هي الركيزة والجزء الأساسي في كأس العالم، بإجمالي جوائز 27 مليون دولار أمريكي مقسمة على المراكز الـ 24 الأفضل في البطولة، ويتوَّج الفائز بالمركز الأول في البطولة بلقب "بطل كأس العالم" ويأخذ كأس الفوز، والجائزة الكبرى المقدّرة بسبعة ملايين دولار أمريكي، وهي مخصصة لأفرقة اللاعبين المحترفين الشريكة في برنامج شركاء الأندية، للتنافس في ألعاب متعددة تحددها مؤسسة كأس العالم للرياضات الإلكترونية كل عام، وللمشاركة فيها متطلبان اثنان، أحدهما مهم للمشاركة، و الآخر مهم للفوز:
1. متطلب المشاركة: أن يصل النادي إلى المراكز الثمانية الأولى في بطولتين على الأقل ليكون مؤهلاً للمشاركة في بطولة الأندية.
2. متطلب الفوز: أن يحقق النادي المركز الأول في بطولة واحدة على الأقل ليكون مؤهلاً للفوز ببطولة الأندية ويأخذ الكأس، وإذا لم يحقق النادي المتفوق في عدد النقاط هذا الشرط فلن يربح البطولة وسيذهب النصر للذي حقق الشرط وأتى بأعلى النقاط.

ولا تُحتسب النقاط إلا للمشاركين الذين أُعلن عن انضمامهم للنادي علنًا قبل الموعد النهائي الذي تحدده البطولة، وتستثنى من هذا التوقيت ألعاب تحددها المؤسسة وتُمنح تمديدًا لوقت انتهاء حساب النقاط كما حصل في بطولة عام 2025م حيث مًددت ألعاب مثل إي أيه سبورتس إف سي 25 (EA SPORTS FC 25)، وأبيكس ليجندز (Apex Legends).

### آلية احتساب النقاط
تحصل الأندية المشاركة على النقاط حسب مركزها في كل بطولة للألعاب المسجلة، وقد جُعلت آلية احتساب النقاط بهذه الطريقة لتمنح الأفضلية للنوادي ذات الأداء الثابت في الألعاب المختلفة، ولا يوجد فائزان، ويُكسر التعادل في كل حال من الأحوال.
| المركز     | النقاط |
| ---------- | ------ |
| الأول (1)  | 1000   |
| الثاني (2) | 750    |
| الثالث (3) | 500    |
| الرابع (4) | 300    |
| الخامس (5) | 200    |
| السادس (6) | 150    |
| السابع (7) | 100    |
| الثامن (8) | 50     |

## المهرجان
منطقة المهرجان جزء من بطولة كأس العالم وحدثٌ لعامة الزوار مصاحب للبطولة ويبدأ بالتزامن معها، ويحتوي على أنشطة لأكثر من 35 لعبة، وتتوزع تجارب حيّة على مناطق متعددة فيه، صُممت كل منها لتقدّم محتوى يربط الألعاب الإلكترونية بعوالم الأنمي، والموسيقى، والتجارب التفاعلية، والفنون البصرية، لجميع أفراد الأسرة، وتصل مساحة منطقة المهرجان المخصصة للألعاب إلى 50,000 متر مربع وتحتوي على فعاليات متنوعة مثل حلبة أرامكو للسباقات لتجربة محاكاة سباقات السيارات، وحلبتي إس تي سي (STC) للألعاب الإلكترونية وأمازون للألعاب الإلكترونية اللتين تحتضنان عددًا من المنافسات المجتمعية، وعالم صنّاع المحتوى الذي يستضيف جلسات تفاعلية حوارية وتحديات حيّة، ومنطقة المسرح الرئيسي للترفيه العائلي والأمسيات الفنية, وتشتمل المهرجان أيضًا على منتزه الناشر، ومنتزه الألعاب HMG, وسفارة الرياضات الإلكترونية، والحديقة اليابانية في بوكس كرنشي رول، ومنتزه ألعاب الريترو، وحديقة جميل لرياضة المحركات، وغيرها.

## الألعاب
في نسخة عام 2024م نُظّمت 23 بطولة لـ 22 لعبة إلكترونية، أما في عام 2025م زاد عدد البطولات إلى 26 وعدد الألعاب إلى 25 لعب، وحتى اليوم تُعد لعبة موبايل ليجيندز: بانغ بانغ هي الوحيدة التي أُقيمت لها أكثر من بطولة في عام واحد، إحداها خُصّصت للرجال والأخرى للنساء. بعض البطولات تُنظَّم ضمن كأس العالم للرياضات الإلكترونية، مثل بطولة العالم للعبة ببجي موبايل وبطولة العالم للعبة أونر أوف كينجز، في حين وجود بطولات في المهرجان المصاحب لكاس العالم لا تؤثر على بطولة الأندية، مثل بطولة سترينوفا، وناراكا: بليدبوينت.
| اللعبة / سلسلة الألعاب                           | اسم اللعبة بالإنجليزية (الأصل) | اسم اللعبة بالإنجليزية (الأصل) | موسم الجيمرز (قبل وجود كأس العالم) | موسم الجيمرز (قبل وجود كأس العالم) | نُسخ كأس العالم للرياضات الإلكترونية | نُسخ كأس العالم للرياضات الإلكترونية | نُسخ كأس العالم للرياضات الإلكترونية | نُسخ كأس العالم للرياضات الإلكترونية |
| اللعبة / سلسلة الألعاب                           | اسم اللعبة بالإنجليزية (الأصل) | اسم اللعبة بالإنجليزية (الأصل) | موسم الجيمرز 2022م                 | موسم الجيمرز 2023م                 | 2024م                               | 2025م                               | 2026م                               | 2027م                               |
| ------------------------------------------------ | ------------------------------ | ------------------------------ | ---------------------------------- | ---------------------------------- | ----------------------------------- | ----------------------------------- | ----------------------------------- | ----------------------------------- |
| أبيكس ليجندز                                     | Apex Legends                   | Apex Legends                   |                                    |                                    | Green tick                          | Green tick                          |                                     |                                     |
| أوفرواتش 2                                       | Overwatch 2                    | Overwatch 2                    |                                    |                                    | Green tick                          | Green tick                          | Green tick                          |                                     |
| أونر أوف كينجز                                   | Honor of Kings                 | Honor of Kings                 |                                    |                                    | Green tick                          | Green tick                          | Green tick                          |                                     |
| فيفا / إي أيه سبورتس إف سي                       | FIFA / EA Sports FC            | FIFA / EA Sports FC            |                                    | Green tick                         | Green tick                          | Green tick                          |                                     |                                     |
| ببجي                                             | PUBG: Battlegrounds            | PUBG: Battlegrounds            |                                    | Green tick                         | Green tick                          | Green tick                          | Green tick                          |                                     |
| ببجي موبايل                                      | PUBG Mobile                    | PUBG Mobile                    | Green tick                         | Green tick                         | Green tick                          | Green tick                          | Green tick                          |                                     |
| تيمفايت تاكتيكس                                  | Teamfight Tactics              | Teamfight Tactics              |                                    |                                    | Green tick                          | Green tick                          | Green tick                          | Green tick                          |
| جيوغيسر                                          | GeoGuessr                      | GeoGuessr                      |                                    |                                    |                                     | ☒                                   |                                     |                                     |
| دوتا 2                                           | Dota 2                         | Dota 2                         | Green tick                         | Green tick                         | Green tick                          | Green tick                          | Green tick                          |                                     |
| رِنسبورت                                          | Rennsport                      | Rennsport                      |                                    | Green tick                         | Green tick                          | Green tick                          | Green tick                          |                                     |
| روكيت ليغ                                        | Rocket League                  | Rocket League                  | Green tick                         | Green tick                         | Green tick                          | Green tick                          |                                     |                                     |
| رينبو 6 سيج                                      | Rainbow Six Siege              | Rainbow Six Siege              | Green tick                         | Green tick                         | Green tick                          | Green tick                          | Green tick                          |                                     |
| كول أف ديوتي                                     | Call of Duty                   | Call of Duty                   |                                    |                                    | Green tick                          | Green tick                          | Green tick                          | Green tick                          |
| كول أوف ديوتي: وورزون                            | Call of Duty: Warzone          | Call of Duty: Warzone          |                                    |                                    | Green tick                          | Green tick                          | Green tick                          | Green tick                          |
| الشطرنج                                          |                                |                                |                                    |                                    |                                     | Green tick                          |                                     |                                     |
| سلسلة كاونتر سترايك                              | Counter-Strike series          | Counter-Strike series          |                                    | Green tick                         | Green tick                          | Green tick                          | Green tick                          | Green tick                          |
| كروس فاير                                        | Crossfire                      | Crossfire                      |                                    |                                    |                                     | Green tick                          |                                     |                                     |
| فاتال فيوري: سيتي أف ذا وولفز                    | Fatal Fury: City of the Wolves | Fatal Fury: City of the Wolves |                                    |                                    |                                     | Green tick                          | Green tick                          | Green tick                          |
| فورتنايت                                         | Fortnite                       | Fortnite                       | Green tick                         | Green tick                         | Green tick                          |                                     |                                     |                                     |
| فري فاير                                         | Free Fire                      | Free Fire                      |                                    |                                    | Green tick                          | Green tick                          | Green tick                          |                                     |
| ليغ أوف ليجيندز                                  | League of Legends              | League of Legends              |                                    |                                    | Green tick                          | Green tick                          | Green tick                          | Green tick                          |
| موبايل ليجيندز: بانغ بانغ                        | Mobile Legends: Bang Bang      | منافسات الرجال                 |                                    |                                    | Green tick                          | Green tick                          | Green tick                          |                                     |
| موبايل ليجيندز: بانغ بانغ                        | Mobile Legends: Bang Bang      | منافسات النساء                 |                                    |                                    | Green tick                          | Green tick                          | Green tick                          |                                     |
| ستار كرافت 2                                     | StarCraft II                   | StarCraft II                   |                                    | Green tick                         | Green tick                          | Green tick                          |                                     |                                     |
| ستريت فايتر 6                                    | Street Fighter 6               | Street Fighter 6               |                                    | Green tick                         | Green tick                          | Green tick                          | Green tick                          | Green tick                          |
| سترينوفا                                         | Strinova                       | Strinova                       |                                    |                                    | Y [ ا ]                             |                                     |                                     |                                     |
| سلسلة تيكين                                      | Tekken series                  | Tekken series                  |                                    | Green tick                         | Green tick                          | Green tick                          | Green tick                          |                                     |
| فالورانت                                         | Valorant                       | Valorant                       |                                    |                                    |                                     | Green tick                          | Green tick                          | Green tick                          |
| ناراكا: بريدبوينت                                | Naraka: Bladepoint             | Naraka: Bladepoint             |                                    |                                    |                                     | Y [ ب ]                             |                                     |                                     |
| عدد البطولات                                     | عدد البطولات                   | عدد البطولات                   | 5                                  | 12                                 | 23                                  | 26                                  | 19+                                 | 8+                                  |
| عدد الألعاب                                      | عدد الألعاب                    | عدد الألعاب                    | 5                                  | 12                                 | 22                                  | 25                                  | 18+                                 | 8+                                  |
| ملاحظة: علامة تدل على الألعاب الملغية من البطولة |                                |                                |                                    |                                    |                                     |                                     |                                     |                                     |

## الجوائز وتقسيمها
تُقدَّر الجوائز بمئات ملايين الريالات، وهي الأعلى في تاريخ الرياضات الإلكترونية، ففي النسخة الأولى عام 2024م وصل إجمالي الجوائز 234.375.000 ريال سعودي تقريبا، أي ما يساوي 62.500.000 دولارً أمريكيًا، وفي نسخة 2025م يصل مجموع الجوائز كافة إلى 264.222.725 ريال أي ما يساوي 70.450.000 دولار.
تُقسَّم الجوائز المقدرة بـ 70 مليون دولار إلى قسمين:
- إجمالي جوائز بطولة الأندية المقدر إجماليها بـ27 مليون دولار وتُقسم على أفضل 24 نادي حسب مراكزهم.
- إجمالي جوائز: بطولات الألعاب، وجوائز التصفيات المؤهِّلة، وجوائز أفضل لاعب (MVP)، المقدر إجماليها بـ 44 مليون دولار.

| المركز              | قيمة الجائزة    | قيمة الجائزة      |
| المركز              | بالريال السعودي | بالدولار الأمريكي |
| ------------------- | --------------- | ----------------- |
| 1 (الجائزة الكبرى)  | 26.253.500      | 7.000.000         |
| 2                   | 15.002.000      | 4.000.000         |
| 3                   | 11.251.500      | 3.000.000         |
| 4                   | 9.376.250       | 2.500.000         |
| 5                   | 7.501.000       | 2.000.000         |
| 6                   | 5.625.750       | 1.500.000         |
| 7                   | 3.750.500       | 1.000.000         |
| 8                   | 3.187.925       | 850.000           |
| 9                   | 2.625.350       | 700.000           |
| 10                  | 2.250.300       | 600.000           |
| 11                  | 1.969.012       | 525.000           |
| 12                  | 1.687.725       | 450.000           |
| 13                  | 1.500.200       | 400.000           |
| 14                  | 1.312.675       | 350.000           |
| 15                  | 1.218.912       | 325.000           |
| 16                  | 1.125.150       | 300.000           |
| 17                  | 1.031.387       | 275.000           |
| 18                  | 937.625         | 250.000           |
| 19                  | 843.862         | 225.000           |
| 20                  | 750.100         | 200.000           |
| 21                  | 656.337         | 175.000           |
| 22                  | 562.575         | 150.000           |
| 23                  | 468.812         | 125.000           |
| 24                  | 375.050         | 100.000           |
| مجموع مبالغ الجوائز | 101.263.500     | 27.000.000        |

| جوائز بطولات الألعاب          | جوائز التصفيات المؤهِّلة | جوائز أفضل لاعب (MVP) |
| ----------------------------- | ---------------------- | --------------------- |
| 38+ مليون دولار               | 5+ مليون دولار         | 500 ألف دولار         |
| مجموع مبالغ الجوائز: 44 مليون |                        |                       |

وتقع بعض الألعاب الموجودة في كأس العالم للرياضات الإلكترونية في نطاق المهرجان، أي أنها ليست ضمن ألعاب بطولة الأندية ولا تؤثر بها، ولها جوائز خاصة مستقلة:
| اللعبة                                         | مجموع جوائزها                                                                    | نسخة كأس العالم |
| ---------------------------------------------- | -------------------------------------------------------------------------------- | --------------- |
| ناراكا: بريدبوينت                              | 150 ألف دولار في الطور الفردي                                                    | 2025            |
| ناراكا: بريدبوينت                              | 350 ألف دولار في الطور الثلاثي                                                   | 2025            |
| سترينوفا                                       | 10.000 دولار                                                                     | 2024            |
| ليغ أوف ليجيندز (تصفيات الدوري العربي الصيفية) | 10.000 يورو                                                                      | 2024            |
| فالورانت (كأس المحاربين)                       | 30.000 ريال سعودي                                                                | 2024            |
| فالورانت تشالنجرز (الشرق الأوسط وشمال أفريقيا) | 25.000 دولار                                                                     | 2024            |
| أونر أوف كينجز (مواجهة جنوب شرق آسيا)          | بلا جائزة                                                                        | 2024            |
| فالورانت (بطولة المجد)                         | 4.000 دولار                                                                      | 2024            |
| ستورم غيت                                      | بلا جائزة                                                                        | 2024            |
| إف1 24                                         | بلا جائزة - ضمن برنامج تطوير الرياضات الإلكترونية لفريق "Aston Martin Aramco F1" | 2024            |

## نادي الأبطال
أعلنت مؤسسة كأس العالم للرياضات الإلكترونية بتاريخ 3 يوليو 2025م عن إطلاق برنامج العضوية الجديد لكبار الشخصيات تحت اسم نادي الأبطال، يُمنح حصريًّا للفائزين ببطولات كأس العالم للرياضات الإلكترونية؛ بهدف دعمهم وتعزيز حضورهم عالميًّا خارج إطار المنافسات الرسمية، وتسهيل تواصلهم مع نخبة المؤثرين وقادة القطاع في مستوى العالم، ويتضمّن البرنامج منح كل لاعب يُتوّج بإحدى بطولات كأس العالم عضوية مجانية في "نادي الأبطال" لمدة عام، تبدأ من لحظة تتويجه وتستمر حتى ختام النسخة التالية من البطولة، لتقدّم له مجموعة من الامتيازات النوعية، تشمل:
- بطاقة عضوية شخصية
- خدمات المساعد الشخصي
- منصّة رقمية خاصة لتبادل الخبرات والفرص الحصرية
- إضافة إلى مزايا ضيافة وسفر مقدمة من العلامات التجارية الشريكة

ويمنح نادي الأبطال أعضاءه فرصًا استثنائية لحضور فعاليات رياضية وترفيهية كبرى على مستوى العالم، مثل: سوبر بول، وفورمولا 1، ونهائي دوري أبطال أوروبا، إلى جانب أولوية الوصول إلى الألعاب الجديدة، مما يُسهم في تعزيز حضور الأعضاء في المشهد العالمي للرياضات الإلكترونية، ويهدف حسب قول الرئيس التنفيذي للرياضات الإلكترونية في مؤسسة كأس العالم للرياضات الإلكترونية فيصل بن حمران «أن إطلاق نادي الأبطال يمثّل خطوة بارزة في إطار الالتزام طويل الأمد ببناء مستقبل مستدام للرياضات الإلكترونية, ويهدف البرنامج إلى مواصلة دعم اللاعبين بعد الفوز، وتمكينهم من توسيع حضورهم ضمن منظومة الرياضات الإلكترونية التي تزخر بالفرص»، ويستند البرنامج الجديد على النجاح الذي حققته النسخة الافتتاحية من كأس العالم للرياضات الإلكترونية عام 2024، حيثُ نال أكثر من 80 لاعبًا عضوية "نادي الأبطال" لأدائهم المتميّز في تلك البطولة، وخلال العام عام 2025م تلقى عدد من هؤلاء الأبطال دعوات لحضور فعاليات عالمية كبرى، مثل: السوبر بول، وكول أف ديوتي ألترا ميجر 1، ونهائي دوري أبطال أوروبا، لتكون هذه التجارب مثالًا لما سيواصل نادي الأبطال تقديمه للأعضاء مستقبلًا.

## برنامج شركاء الأندية
في عام 2023 أطلقت مؤسسة كأس العالم للرياضات الإلكترونية برنامج دعم أندية مؤسسة كأس العالم للرياضات الإلكترونية أو برنامج دعم الأندية، ضم في نسخته الأولى 30 نادي رياضات إلكترونية، وتوسع اعتبارًا من نسخة 2025م ليضم أفضل 40 نادي رياضات الإلكترونية من جميع أنحاء العالم، ويقدم دعمًا ماليا يبلغ ستة أرقام، ويعتمد الدعم المقدم على قدرة النادي على جذب وتنمية قاعدة جماهيرية عالمية وتعزيز التفاعل معهم قبل وأثناء كل نسخة من كأس العالم للرياضات الإلكترونية، إضافةً إلى الظهور القوي على وسائل التواصل الاجتماعي، ويهدف البرنامج إلى توسيع القاعدة الجماهيرية العالمية للرياضات الإلكترونية بجميع أنواعها وذلك من خلال توحيد اللاعبين عن طريق دعم أندية الرياضات الإلكترونية، وإصدار محتوى يتجاوز الألعاب الإلكترونية، إضافة إلى إبراز شخصيات ومواهب اللاعبين ونشر قصص نشأتهم، وتطوير علامات الأندية كقوة بارزة في عالم الرياضات الإلكترونية.
يُقبَل ما مجموعه 40 ناديًا في البرنامج، وتُرسل دعوة مباشرة إلى الأندية صاحبة أعلى ثمانية مراكز في نسخة البطولة بالسنة التي تسبقها، بينما تكون الأماكن المتبقية متاحة لباقي الأندية المشاركة من خلال عملية تقديم مفتوحة، ويشترط للتقديم أن تكون الأندية كيانات قائمة منفردة لا أن تكون تحالفات أو شراكات، وأن يكون لها تاريخ في منافسات ألعاب رياضات إلكترونية متعددة، مع سجل غني بالفوز في البطولات المحلية والدولية، ويُركز البرنامج في نسخة 2025 على التوسع الدولي في الأسواق الرئيسية سريعة النمو مثل الصين كما قال الرئيس التنفيذي للرياضات الإلكترونية في مؤسسة كأس العالم للرياضات الإلكترونية فيصل بن حمران: «يُمثل برنامج دعم الأندية خطوة كبيرة في مهمتنا المستمرة لتوفير منظومة مزدهرة لأندية الرياضات الإلكترونية في جميع أنحاء العالم مع فتح فرص جديدة للمنظمات في مختلف أسواق الرياضات الإلكترونية وأكثرها نمواً مثل الصين» وبالإضافة إلى جنوب شرق آسيا وأمريكا اللاتينية والشرق الأوسط وشمال إفريقيا، وظهور قبول النادي ومشاركته في البرنامج لا تعني ضمانه مقعدا للمشاركة في كأس العالم للرياضات الإلكترونية أو أفضلية وتفوق في منافسات البطولة، كما تخضع العضوية في برنامج دعم الأندية للتجديد السنوي، وفقًا لمتطلبات البرنامج.

## نظام الكؤوس
نظام الكؤوس نظام أنشأته مؤسسة كأس العالم للرياضات الإلكترونية وقد بدأ منذ النسخة الأولى من البطولة، ويحتوي على أربعة عناصر رئيسية وهي: كأس العالم للرياضات الإلكترونية، ومفاتيح اللاعبين، ودرع بطولات الألعاب، والحائط الشرفي للأبطال، وفي هذا السياق قال الرئيس التنفيذي لمؤسسة كأس العالم للرياضات الإلكترونية رالف رايشرت: «صُمّم نظام الكؤوس ليجسّد روح المنافسة ويخلّد رحلة كل لاعب وإرثه حتى بعد مغادرته ساحة التحدي. وتقوم فكرته الجوهرية على تحويل الجهود المبذولة إلى قصة حية نابضة، إذ يعكس كل مفتاح وإطار وكل إضافة إلى الحائط الشرفي للأبطال الطموح والإصرار المتواصل لأولئك الذين يختارون خوض غمار المنافسة. كل مواجهة تحمل ذكرى لا تُمحى، وكل قرار يُسهم في نحت التاريخ الذي يدون اليوم بحروف من ذهب على الحائط الشرفي للأبطال لتكريم مسيرتهم».

### كأس العالم للرياضات الإلكترونية
كأس مصنوع من أكثر من 9 كيلوجرامات من الفضة النقية المطلية بالذهب عيار 24 قيراطًا (الذهب الصافي)، ويصل ارتفاعه إلى 60 سنتيمترًا، كأس واحد يُعطى لبطل بطولة الأندية بكأس العالم للرياضات الإلكترونية، صمم الكأس بالتعاون مع دار التصميم البريطانية "توماس لايت" (Thomas Lyte) المعروفة عالميًا بابتكار وصيانة بعض أشهر الكؤوس العالمية، ويتألف التصميم من مثلثات ترمز لأزرار الاتجاهات في وحدات تحكم الألعاب، ومتشابكة لتشكّل جذع نخلة يرمز إلى الثقافة السعودية، بينما تجسّد الكرة الأرضية التي تزين قمّتها التاج رمزية الانتصار العالمي، واستُلهمت فكرة المقابض الملتوية من أسلاك الحاسوب، في تجسيد لجوهر البطولة، وقال رئيس قسم التسويق في توماس لايت "ليام مالوري فيبرت": «نفخر في توماس لايت بتصميم وصناعة أول كأس لبطولة الأندية في كأس العالم للرياضات الإلكترونية، ليكون رمزًا طموحًا يتوّج قمة المنافسة العالمية. وبالتعاون الوثيق مع فريق البطولة المبدع، مزجنا سنوات من الحرفية المتقنة والابتكار والشغف في هذا العمل، لتكون النتيجة تحفة تليق بالأبطال الحقيقيين لعالم الرياضات الإلكترونية».

### مفاتيح اللاعبين
يحصل كل مشارك في البطولة على مفتاح شخصي مثلث الشكل يعبر المفتاح عن حق اللاعب في المشاركة ويؤكد مكانته بين أفضل اللاعبين في العالم لوصوله لكأس العالم، يكون لكل مفتاح إطار مثلث خارجي يمكن فصله عن المفتاح، أما الأبطال الفائزين في النسخ الماضية العائدين للدفاع عن ألقابهم، يحصلون على مفتاح بتصميم خاص يميز حضورهم كمدافعين عن الألقاب التي حصدوها. يُسلّم اللاعبون والفرق التي خرجت من المنافسة مفاتيحهم لتُسحق، ثم تُغلف بقايا المفاتيح بمادة خاصة وتضاف إلى قاعدة الحائط الشرفي للأبطال، في دلالة رمزية تروي قصص الذين لم يحالفهم الحظ. وكتتويجٍ لمسيرته الحافلة، يختار بطل كل لعبة ثلاثة من مفاتيح الفرق المهزومة لتُثبت في قاعدة درعه الخاص، تذكارًا رمزيًا للخصوم الذين تخطاهم في رحلته نحو القمة.

### درع بطولات الألعاب
لكل لعبة درع يناله الفائز بها، ويوجد في كل درع بطولة فراغ يُوضع فيه مفتاح الفائز، ويختار الفائز ثلاثة لاعبين من منافسيه الخاسرين في نفس البطولة لتؤخذ مفاتيحهم في نفس البطولة وتُحطّم بالضغط الهيدروليكي وتوضع في مادة الراتنج الشفافة وتُصب لتكون قاعدة الدرع، فيكون مفتاح البطل في منتصف الدرع والخاسرون محطمة في قاعدة الدرع، ليكتمل بذلك تصميم الكأس.

### الحائط الشرفي للأبطال
حائط شرفيّ يعتبر بمثابة سِجل يوثق أسماء الأندية واللاعبين والألعاب يعرض في ساحة كأس العالم للرياضات الإلكترونية، إذ توضع فيه إطارات مفاتيح اللاعبين الفائزين، وتصب في أسفله مادة الراتنج الشفافة وتوضع فيها مفاتيح اللاعبين الخاسرين المحطمة، ويظل الحائط الشرفي للأبطال معروضًا طوال البطولة وما بعدها؛ تقديرًا دائمًا للتفوق والتنافس النزيه.

## تأشيرة كأس العالم للرياضات الإلكترونية
تأشيرة حضور كأس العالم للرياضات الإلكترونية هي تأشيرة إلكترونية أصدرتها مؤسسة كأس العالم للرياضات الإلكترونية بالتعاون بين وزارة الخارجية وهيئة السياحة والتكامل بين منصاتهم، تقع ضمن تأشيرات الزيارة وتحديدًا في قسم التأشيرات السياحية، ومدتها 90 يومًا لسَفرة دخول واحدة، ويستوجب استخراجها أن يحجز طالبها تذكرةً لحضور كأس العالم عن طريق منصة ويبوك (بالإنجليزية: Webook)، ثم إدخال رقم التذكرة في إحدى خطوات طلب التأشيرة للتحقق منها.

## وصلات خارجية
- الموقع الرسمي لكأس العالم للرياضات الإلكترونية
- منصة ويبوك (حجز التذاكر لكأس العالم)
- استخراج تأشيرة حضور كأس العالم للرياضات الإلكترونية